# Духовщина (Иркутская область)
Духовщина — деревня в Баяндаевском районе Иркутской области России. Входит в состав Хоготского муниципального образования.
Находится на реке Унгура в 150 км к северо-востоку от Иркутска.
В 8 км к северо-западу от деревни расположено село Хогот на автодороге Иркутск — Качуг — Жигалово.

## Население
По данным Всероссийской переписи 2010 года в деревне проживал 51 человек (23 мужчины и 28 женщин).